# Chad Timberlake
Chad Timberlake (Wiesbaden, 1º gennaio 1984) è un allenatore di pallacanestro ed ex cestista statunitense.

## Palmarès

### Giocatore
- Campionato ungherese: 1

Zalakerámia-ZTE: 2009-10
- Campionato svizzero: 1

Fribourg Olympic: 2017-18
- Coppa d'Ungheria: 1

Zalakerámia-ZTE: 2010
- Coppa di Svizzera: 2

Lions de Genève: 2017
Fribourg Olympic: 2018
- Coppa di Lega Svizzera: 1

Fribourg Olympic: 2018